# العبرة (السياني)

تعديل مصدري - تعديل

العبرة هي إحدى قرى عزلة هدفان بمديرية السياني التابعة لمحافظة إب، بلغ تعداد سكانها 1101 نسمة حسب تعداد اليمن لعام 2004.
قرية العبرة يوجد فيها خمسه مساجد واحد منها اثري من الاثار القديمه[بحاجة لمصدر] واغلبية سكان قرية العبرة من اسرة الفقية بنسبة 75% من عدد السكان .